# Formica pergandei
Formica pergandei (лат.) — вид муравьёв-рабовладельцев рода Formica из подсемейства формицины (Formicinae, подрод Raptiformica).

## Распространение
Встречаются в Канаде и США.

## Описание

### Морфология
Муравьи средних размеров (около 1 см), голова и грудь оранжевые, брюшко буровато-чёрное. На груди глубокая метанотальная бороздка. Бока головы и пронотум блестящие, снизу головы несколько щетинок (от 1 до 4). Брюшко с обильным опушением. Длина скапуса усика примерно равна или менее чем длина головы. Максиллярные щупики у самок, рабочих и самцов состоят из 6 члеников, а лабиальные — из 4. Места прикрепления усиков находятся у заднего края наличника. Усики 12-члениковые у самок и рабочих и 13-члениковые у самцов. Заднегрудка без шипиков или зубцов, её покатая поверхность примерно равна верхней. Средние и задние ноги с одной парой прямых шпор. Передние крылья с тремя замкнутыми ячейками: радиальной, кубитальной и дискоидальной.

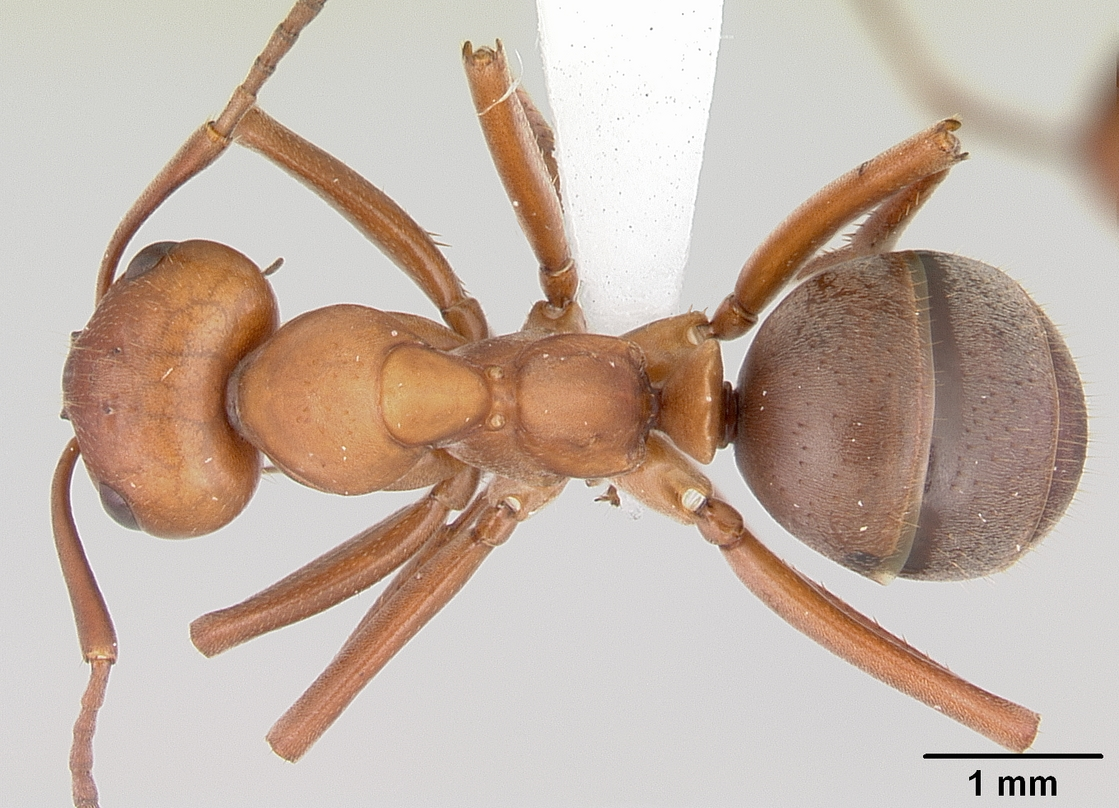
Вид сверху
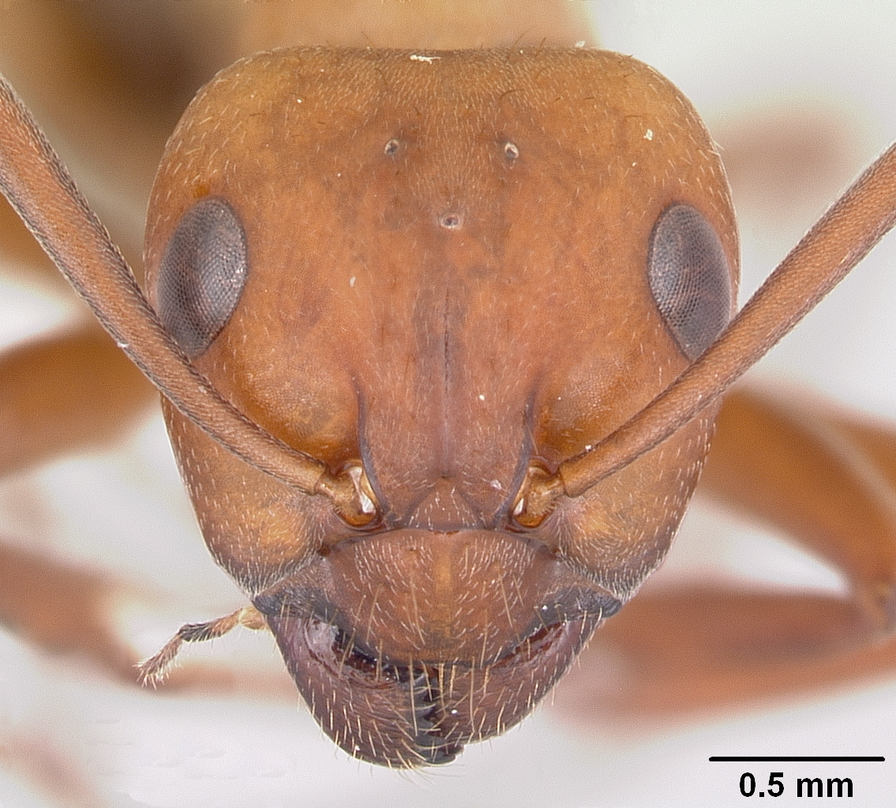
Голова

### Биология
Социальный паразит, рабовладелец, который в качестве «рабов» использует рабочих муравьёв других видов формик, например Formica pallidefulva, Formica difficilis, Formica fusca, Formica pallidefulva и Formica podzolica. Эти муравьи совершают набеги на гнёзда F. pallidefulva и захватывают там куколки, перенося их в свои муравейники для выращивания из них своих «рабов».

## Систематика
Вид был впервые описан в 1893 году итальянским энтомологом Карло Эмери. В 1955 году стал синонимом в составе Formica subintegra. В 1968 году F. pergandei был восстановлен в самостоятельном видовом статусе, а таксон Formica sublucida сведён к нему в синонимы.

## Этимология
Видовое название, pergandei дано в честь американского энтомолога немецкого происхождения Теодора Перганде (Theodore Pergande; 1840—1916), одного из первых исследователей американских муравьёв.